# Apertura Bongcloud
L'apertura Bongcloud (o attacco Bongcloud, o semplicemente "la Bongcloud") è un'apertura irregolare di scacchi composta dalle mosse:
1. e4 e5
2. Re2?

È considerata un'apertura ironica e nonsense ed è associata all'umorismo di Internet degli scacchi. Gli scacchisti streamer di Twitch, come il grande maestro (GM) Hikaru Nakamura l'hanno utilizzata nelle partite lampo (o blitz) online, anche nelle partite contro avversari di alto livello, così come l'ex campione del mondo Magnus Carlsen. Il nome è stato applicato anche ad altri impianti di apertura in cui un giocatore muove il re alla seconda mossa.

## Origini
Si pensa che il nome dell'apertura derivi dall'utente di Chess.com "Lenny_Bongcloud", che aveva utilizzato l'apertura con scarso successo, o più in generale in riferimento a un bong, uno strumento utilizzato per fumare cannabis, sottintendendo ironicamente che sarebbe necessario essere sotto stupefacenti per prendere seriamente in considerazione l'utilizzo di tale apertura. L'uso della Bongcloud nell'umorismo scacchistico è stato favorito dal manuale ironico Winning With the Bongcloud, di Andrew Fabbro.

## Analisi
L'apertura Bongcloud viola diversi principi accettati della strategia degli scacchi rinunciando all'arrocco, impedendo il movimento sia della donna che dell'alfiere campochiaro, lasciando il re esposto, sprecando un tempo e non facendo nulla per migliorare la posizione del bianco anche poiché non occupa il centro. La mancanza di qualsiasi lato positivo o idea seria di continuazione, a differenza di altre aperture già dubbie, pone la Bongcloud ben al di fuori della pratica convenzionale.
Chess.com, sito di origine della fama dell'apertura, ha una pagina dedicata alla Bongcloud in cui sostiene che i vantaggi di giocarla  siano "essere parte del movimento dei meme sugli scacchi" e la soddisfazione di vincere nonostante la posizione estremamente svantaggiosa.

## Utilizzo ad alto livello
Il GM Hikaru Nakamura ha utilizzato l'attacco Bongcloud nei giochi blitz online. Ha usato esclusivamente questa apertura in diretta online su un nuovo account di Chess.com e ha raggiunto il punteggio di 3000. Nel 2018, Nakamura ha giocato tre volte la Bongcloud contro il GM Levon Aronian durante lo Speed Chess Championship di Chess.com, vincendo una partita e perdendone due. Nakamura ha anche giocato la Bongcloud contro il GM Vladimir Dobrov nella sezione 3+1 e il GM Wesley So nella sezione 1+1 dello Speed Chess Championship 2019, vincendo entrambe le partite. Il 19 settembre 2020, Nakamura ha utilizzato l'apertura contro il GM Jeffery Xiong nel round finale del torneo St. Louis Rapid and Blitz giocato su Lichess con un controllo del tempo 5+3 e ha vinto la partita.
Il 15 marzo 2021, Magnus Carlsen, giocando con il bianco, con una specie di riferimento e tributo implicito a Nakamura, che per alcuni suoi trascorsi online è associato alla mossa, ha guidato con la Bongcloud in una partita proprio contro Nakamura al Magnus Carlsen Invitational. Nakamura ha replicato l'apertura con 2. . . Re7, che porta a una posizione soprannominata Doppia Bongcloud. Il gioco è stato poi volontariamente pattato per ripetizione dopo che i giocatori hanno ripetuto immediatamente le mosse di re, e la particolare sequenza che hanno usato è nota come la "Hotbox Variation". La partita si è svolta nell'ultimo turno della fase preliminare del torneo, ed entrambi i giocatori si erano già qualificati per la successiva fase a eliminazione diretta, risultando così la partita morta (dead rubber). Ha segnato la prima occorrenza registrata di 1.e4 e5 2. Re2 Re7 in un torneo importante.
Nonostante i suoi ovvi svantaggi, l'uso di un'apertura così "scherzosa" può anche avere un impatto psicologico: dopo la vittoria di Carlsen su Wesley So in un torneo blitz del 2020 con un controllo del tempo 3+2 in cui Carlsen ha giocato 1.f3 (l'apertura Barnes) seguita da 2. Rf2 (una variante chiamata anch'essa "Bongcloud"), So ha notato che perdere la partita dopo un'apertura del genere ha avuto un impatto schiacciante.
Il primo utilizzo dell'apertura in una partita classificata della FIDE tra i migliori grandi maestri si è verificato durante le finali del Chess.com Global Championship nel novembre 2022, un evento dal vivo rapid giocato su Chess.com. Sotto di 3-0 nella sua partita a eliminazione diretta contro Hikaru Nakamura, il GM polacco Jan-Krzysztof Duda ha giocato 1.e3 e 2. Re2. Duda ha perso la partita dopo aver perso alcune occasioni per rimettersi in pari.